# Future workshop
Future workshop er en metode inden for futurologi, der oprindeligt blev udviklet af Robert Jungk, Ruediger Lutz og Norbert Müllert i 1970'erne. Metoden skal bruges som et politisk værktøj, der ved hjælp af nye ideer skal skabe samfundsløsninger i fremtiden. 

## Historie
Teknikken blev ikke udviklet direkte til akademisk brug, og var også primært brugt af lokale grupper for at takle lokale problemer. Den kreative proces, der finder sted i Future Workshop, er dog langt fra forældet og den benyttes derfor stadig til f.eks. design af systemer, processer og artefakter.

## Faser
Future workshop består af fire faser:
1. Forberedelsesfasen
2. Kritikfasen
3. Fantasifasen
4. Implementeringsfasen

### Forberedelsesfasen
I denne fase planlægges en tidsplan for workshoppens gang, der findes lokaler, deltagere og evt. probes. Temaet for workshoppen fastslås også i denne fase. Valg af deltagere har især stor betydning da deres baggrund kan have en væsentlig indvirkning på de endelig resultater. Komfortable lokaler og mulighed for gratis snacks og drikke er også essentielt da det gør deltagerne mere afslappet hvilket i sidste ende giver en bedre og mindre stresset proces. En god stemning i lokalet og mellem deltagerne åbner for flere idéer og generte personer får mere lyst til at udtrykke deres tanker. Alle deltagere skal stå som ligemænd hvilket er yderst betydningsfuld for workshoppens resultat, da den skal være af en demokratisk natur hvor alle har haft en finger med i spillet.

### Kritikfasen
Dette er selve starten af workshoppen. Temaet og de problemer der måtte findes bliver præsenteret, hvorefter første del af kritikfasen afvikles ved en visualiseret brainstorm. Alt nedskrives og det er vigtig at der endnu ikke startes en videre diskussion af kritikpunkterne. Kritikpunkter nedskrives på post-its® eller på et fælles stykke papir alt efter om denne del udføres individuelt eller som gruppe. 
Anden del startes ved systematisk gruppering af kritikpunkterne, for således at kunne skabe et bedre overblik.

### Fantasifasen
I fantasifasen skal deltagerne prøve at fremstille et fremtidigt utopia, hvor hverdagens regler og love ikke findes – det er kun fantasien der sætter grænsen. Videre refleksion over evt. restriktioner, traditioner og andre hindringer bør ikke finde sted. Stemning og deltagernes sindstilstand bør også være ustresset og give mulighed for fantasifuld tænkning. Dette kan opnås ved brug af forskellige værktøjer som f.eks. rollespil, lege eller meditation, alt efter hvad temaet for workshoppen måtte være. Kritikken fra den forrige fase vendes på hovedet og deltagerne prøver i fællesskab at udvikle fremtidige løsninger på problemet (negation of negation). Alle forslag bliver til sidst samlet. Herefter skal det bedste forslag vælges og transformers til en realistisk og realiserbar form.

### Implementeringsfasen
I denne sidste fase evalueres de bedste forslag ift. deres praktikalitet i den virkelige verden. Der tages højde for de økonomiske, tekniske, sociale og politiske aspekter, som igen skal evalueres ift. hvordan forslaget skal implementeres. Hvis forslaget er bæredygtig nedskrives det, og der laves en aktionsplan for hvornår, hvor og hvordan den skal føres ud i livet.